# Ječmeniště
Ječmeniště (německy Gerstenfeld) je katastrální území, základní sídelní jednotka a zaniklá obec, rozkládající se na jihu Moravy u hranice s rakouskou spolkovou zemí Dolní Rakousy. Katastrální území Ječmeniště o rozloze 236,76 ha je součástí obce Vrbovec.

## Poloha a členění
Vesnice ležela v kopcovitém terénu 216 m n. m. Jižně od někdejší vsi protéká Ječmenišťský potok. Místo pro vznik obce nebylo vybráno náhodou. Nová osada vznikla na cestě spojující Dyjákovičky na moravské straně a Seefeldem na straně rakouské přesně na zemské hranici mezi těmito historickými zeměmi.

### Příroda
Oblast má velmi teplé klima, které napomohlo k tvorbě specifických rostlinných společenstev. Například je to jediná oblast na Znojemsku, kde roste mandloň nízká. V rámci projektu Natura 2000 se tak řadí Ječmeniště mezi evropsky významné lokality.

## Charakteristika a historický přehled
Na příkaz římskoněmeckého císaře Josefa II. zanikla v roce 1784 v Rakousku téměř polovina z 1 200 klášterů. Osada Ječmeniště vznikla roku 1787 na pozemcích zrušeného Louckého kláštera. Osada Gerstenfeld byla nazvána podle inženýra von Gerstena, který rozděloval pozemky zrušeného dvora. Český název Ječmeniště je doslovným překladem německého názvu. Zpočátku se zde usadilo 24 kolonistů ze Strachotic. Vesnice se začala rozrůstat, jak lze vyčíst z následujících čísel. Roku 1834 měla osada 35 domů se 150 obyvateli, roku 1890 40 domů s 230 obyvateli, roku 1900 zde žilo 262 obyvatel. Roku 1886 zde byla zřízena škola, kterou roku 1901 navštěvovalo 43 dětí. Fungovali zde kovář, švec, obchod a dvě hospody. V průběhu historie zažila obec i několik živelných katastrof. V roce 1849 z většiny vyhořela, v letech 1834, 1854 a 1888 se obcí prohnala povodeň. Mnoho obyvatel vesnice zemřelo při epidemii cholery v letech 1833 a 1866. První světová válka si vyžádala život 27 místních rodáků, druhá světová válka 15.
Ječmeniště bylo (a dosud je) proslulé kvalitním vínem. Roku 1860 byla severovýchodně od vsi postavena na zdejším Ovčím vrchu vinohradnická búda s vyhlídkou, zvaná Lampelberg. Roku 1861 zde pro jaroslavický zámek založil inspektor L. Queiss vinohrady. V dobách první republiky měla obec Ječmeniště přibližně 250 obyvatel. Byla zde postavena budova finanční stráže a útulek pro chudé. Po mnichovské dohodě byla obec zabrána nacistickým Německem a v jeho rámci začleněna do zemského hejtmanství Dolní Podunají; krátce na to se stala součástí říšské župy Dolní Podunají. Vesnice měla před koncem druhé světové války 63 domů.
Po porážce nacistického Německa v roce 1945 přišly do vesnice Revoluční gardy a začaly se zatýkáním a násilným vysídlováním místních Němců. Mnoho obyvatel tak prchlo do nedalekého Rakouska. Zbytek obyvatel (142 lidí) byl následně odsunut v roce 1946 do západního Německa. Do vesnice se nastěhovalo v rámci osídlování pohraničí několik českých rodin. Jelikož Ječmeniště leželo přímo na hranici s Rakouskem, bylo komunistickým režimem rozhodnuto, že bude ves zařazena do tzv. zakázaného pohraničního pásma a dojde k jejímu zániku. Na jaře 1952 byla obec vysídlena a následně z většiny zbourána. Místní kaple přišla o svou věž, která byla ubourána, a ze zbytku objektu se stal sklad nářadí. Budovu finanční stráže zabrala pohraniční stráž.
Ze zástavby obce se zachovala malá kaple u silnice, kaple Panny Marie Pomocné a budova bývalé finanční stráže, která je využívána jako penzion a restaurace Jelení farma. Nad zaniklou vsí strojí novogotický Lampelberg.

## Galerie

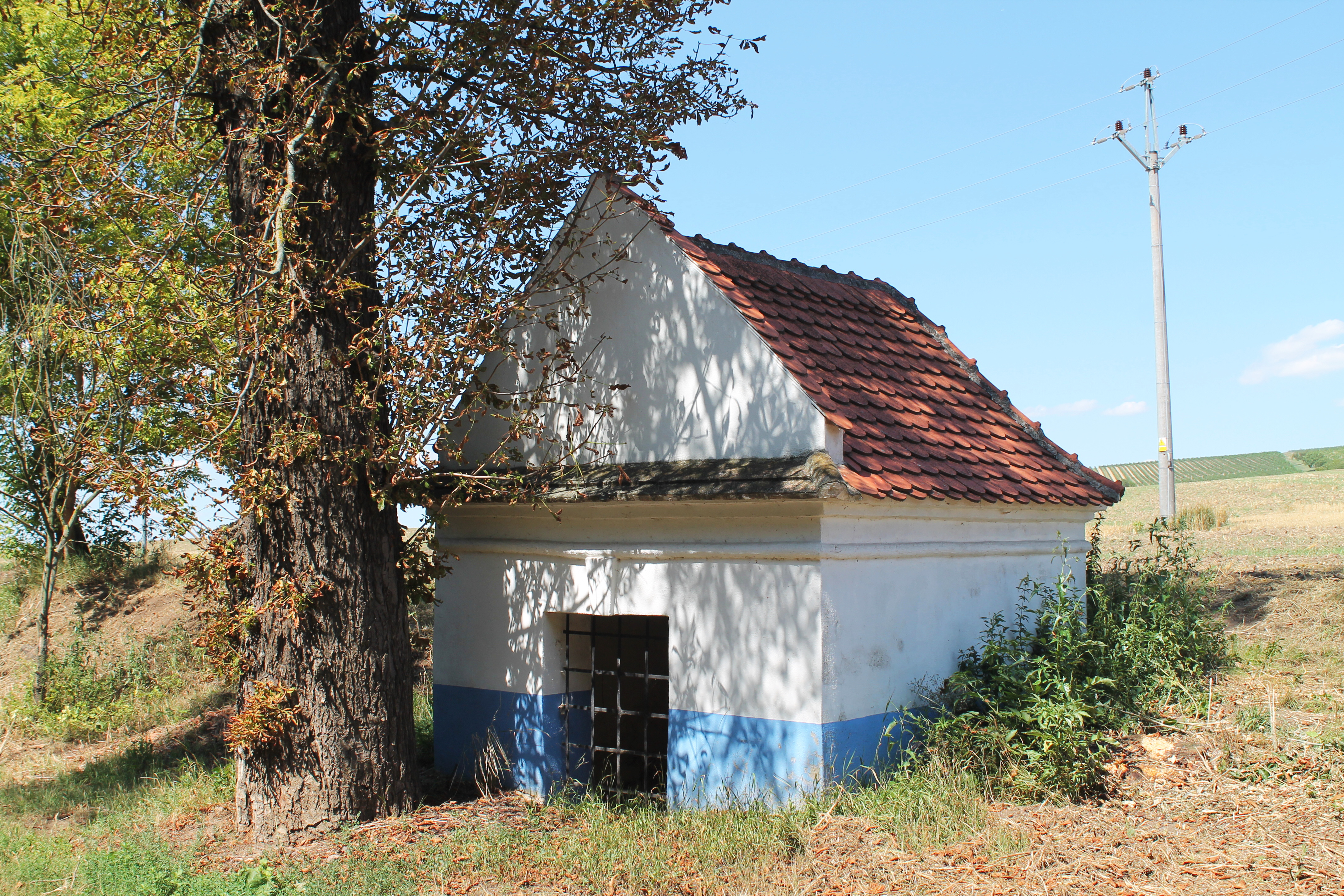
Kaple u silnice
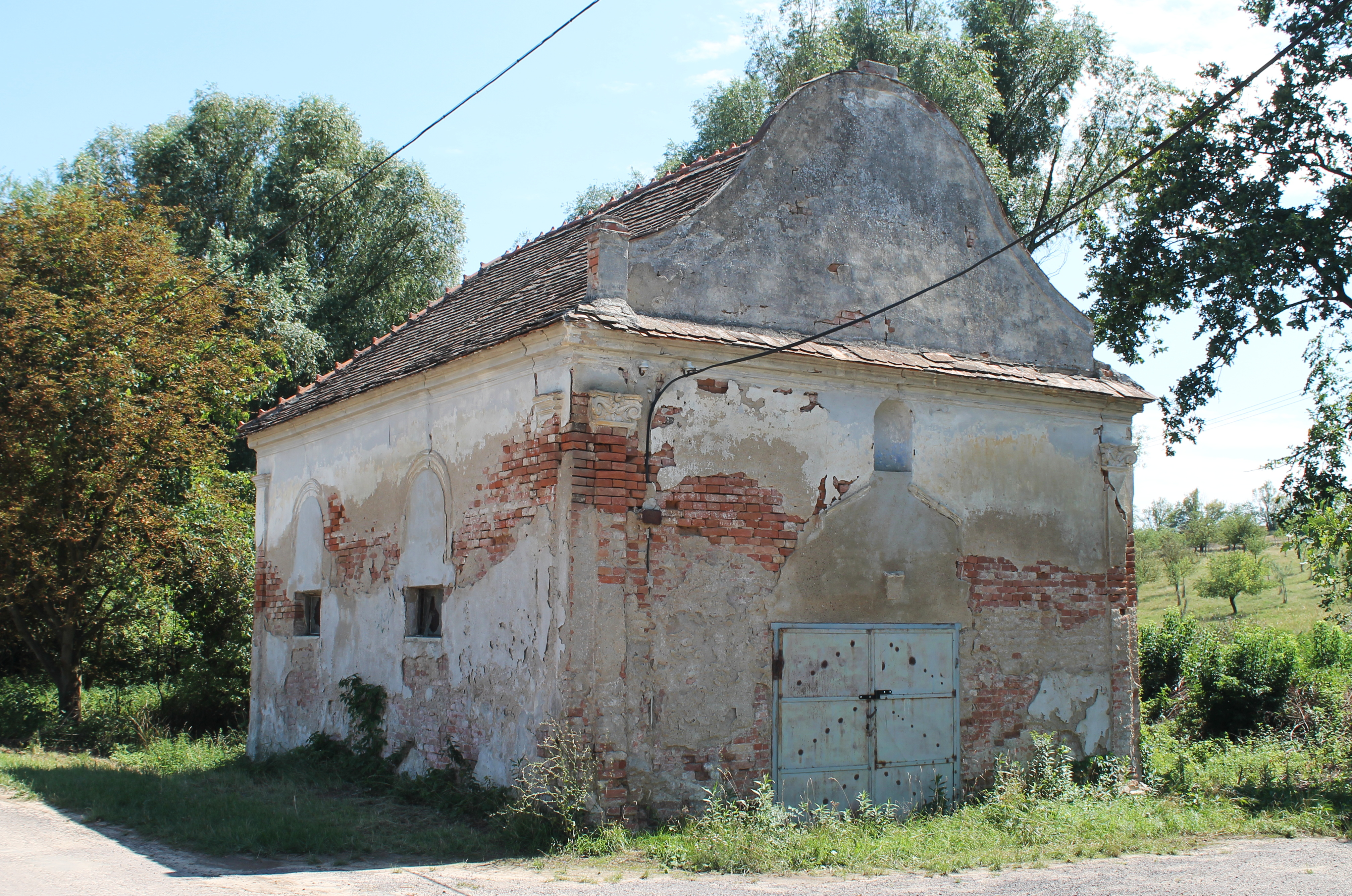
Kaple Panny Marie Pomocné
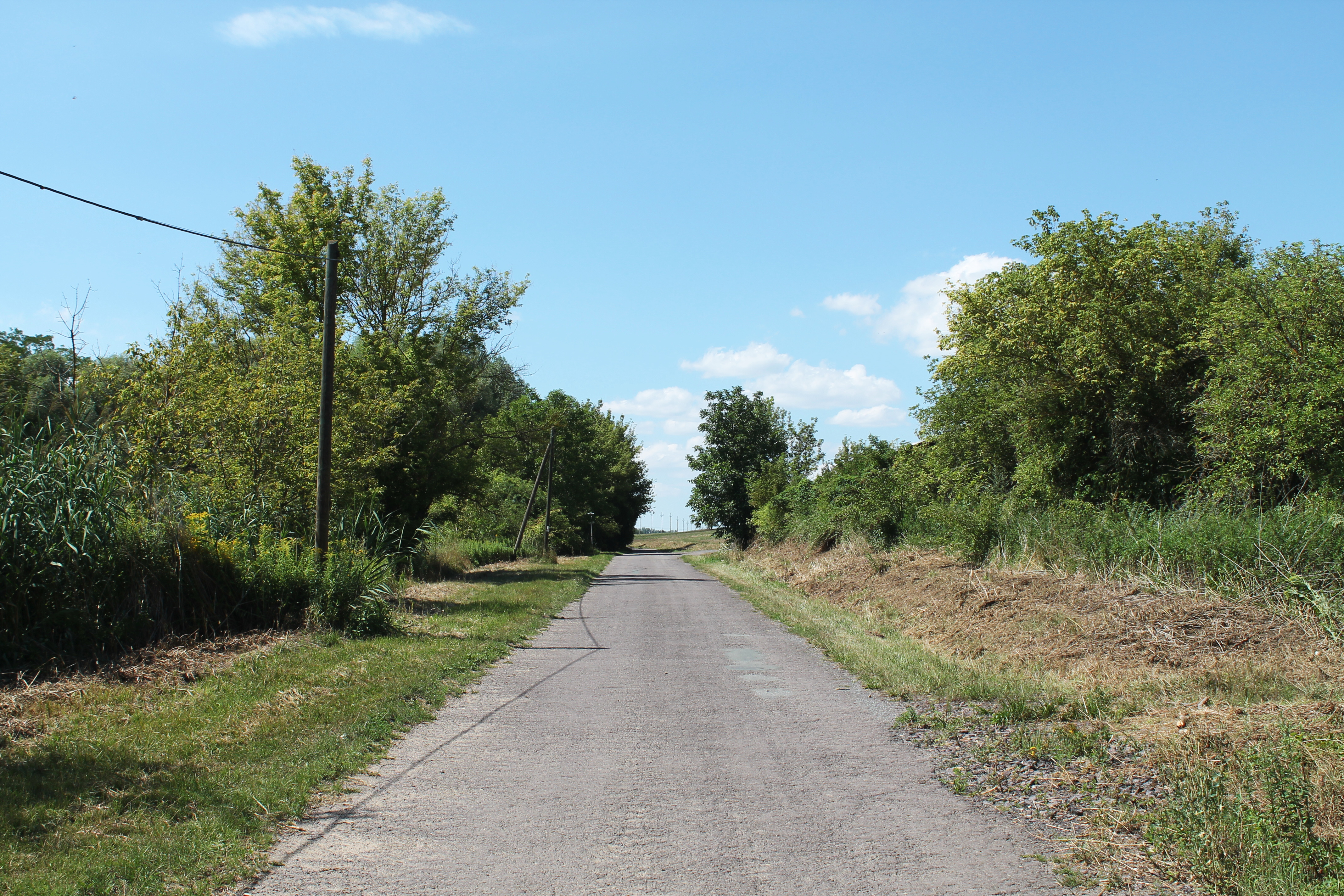
Prostor bývalé návsi
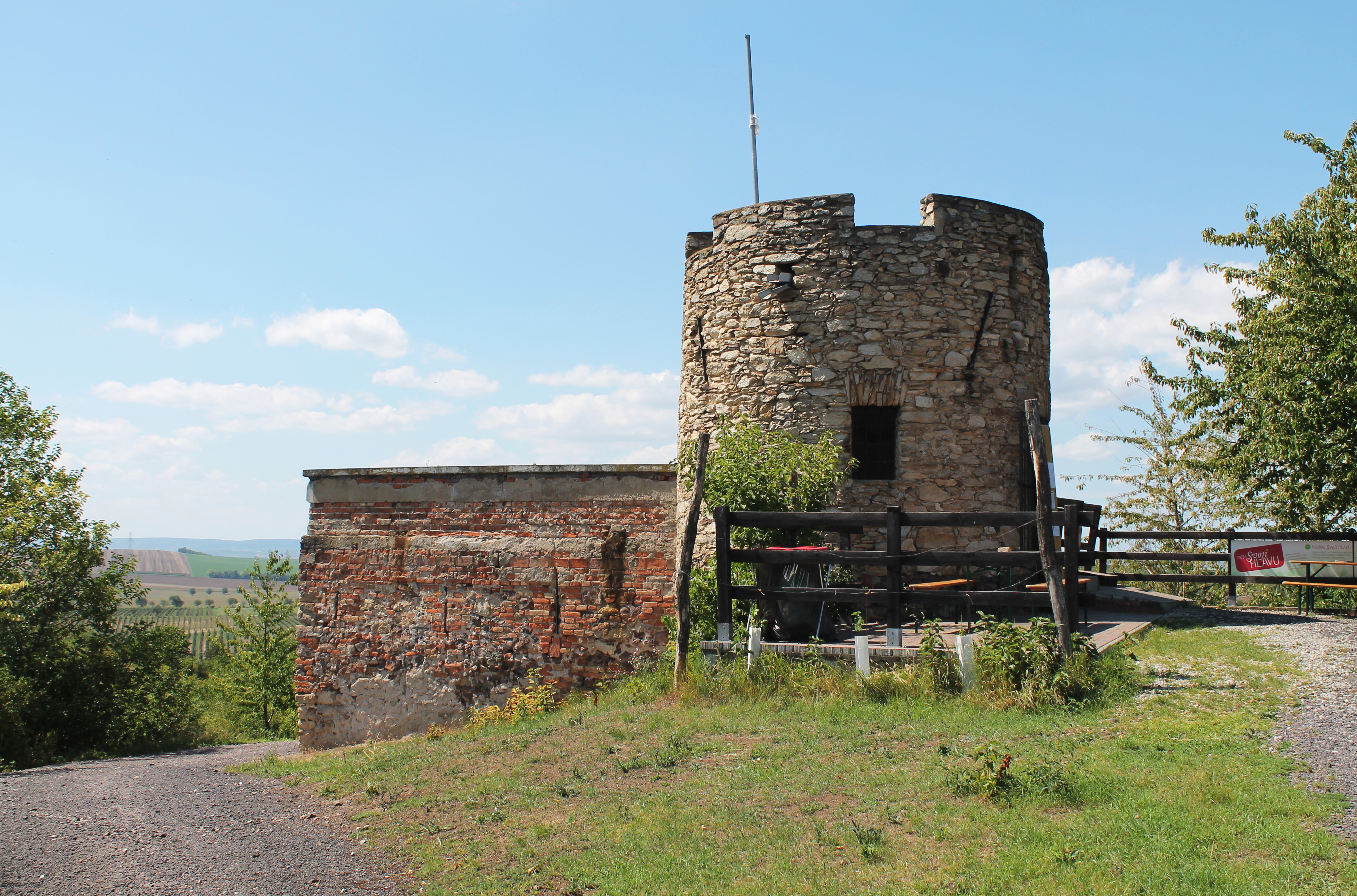
Lampelberg
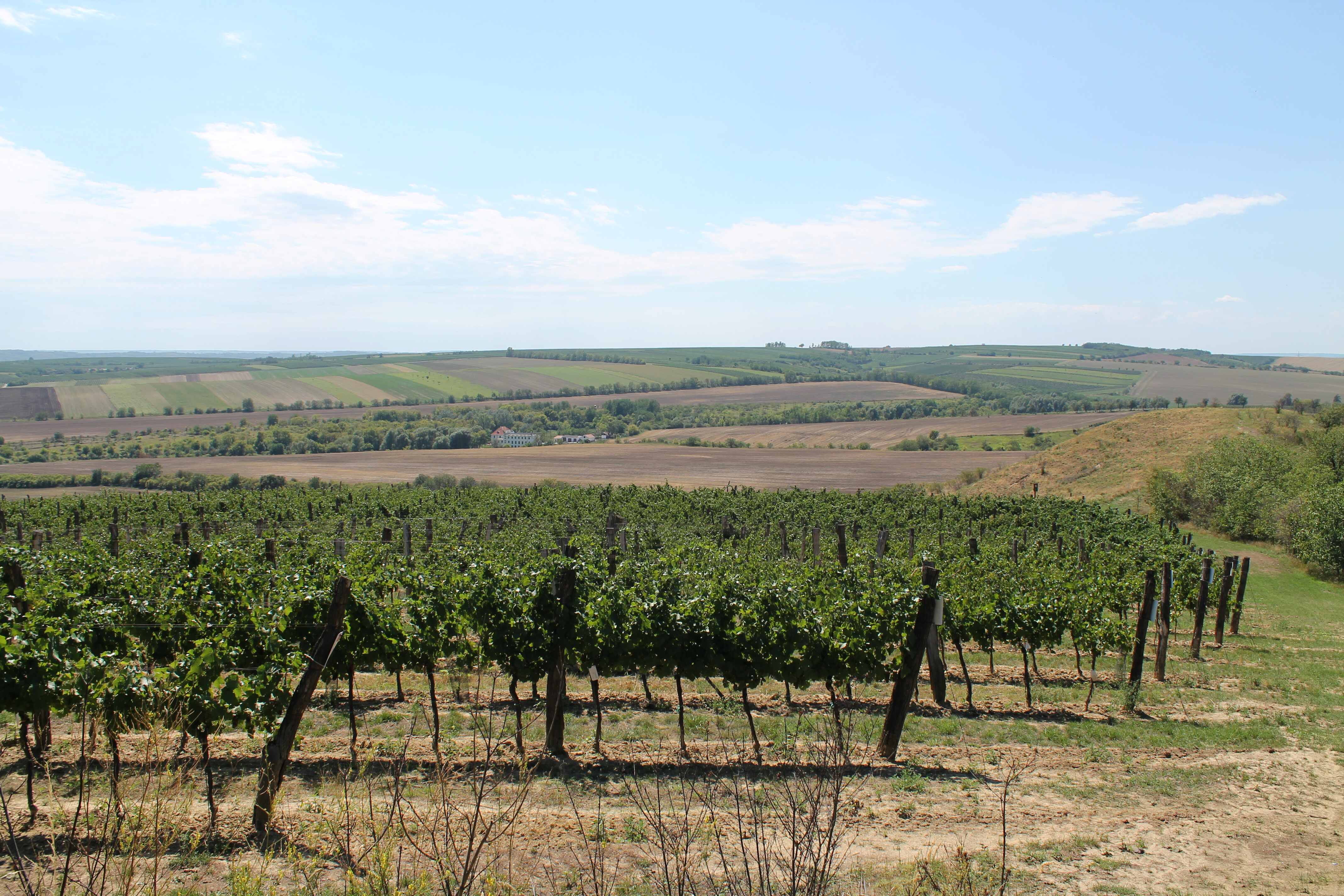
Výhled od Lampelbergu s vinicemi na svahu a Ječmeništěm v údolí